# Hemåt det går över berg, över dal
Hemåt det går över berg, över dal är en körsång skriven av en okänd textförfattare. Musiken är komponerad av Philip Paul Bliss. 

## Publicerad i
- Frälsningsarméns sångbok 1929 som nr 156 i kördelen under rubriken "Jubel, strid och erfarenhet".
- Frälsningsarméns sångbok 1968 som nr 164 i kördelen under rubriken "Jubel, strid och erfarenhet".
- Frälsningsarméns sångbok 1990 som nr 835 under rubriken "Glädje, vittnesbörd, tjänst".